# Palitos de peixe

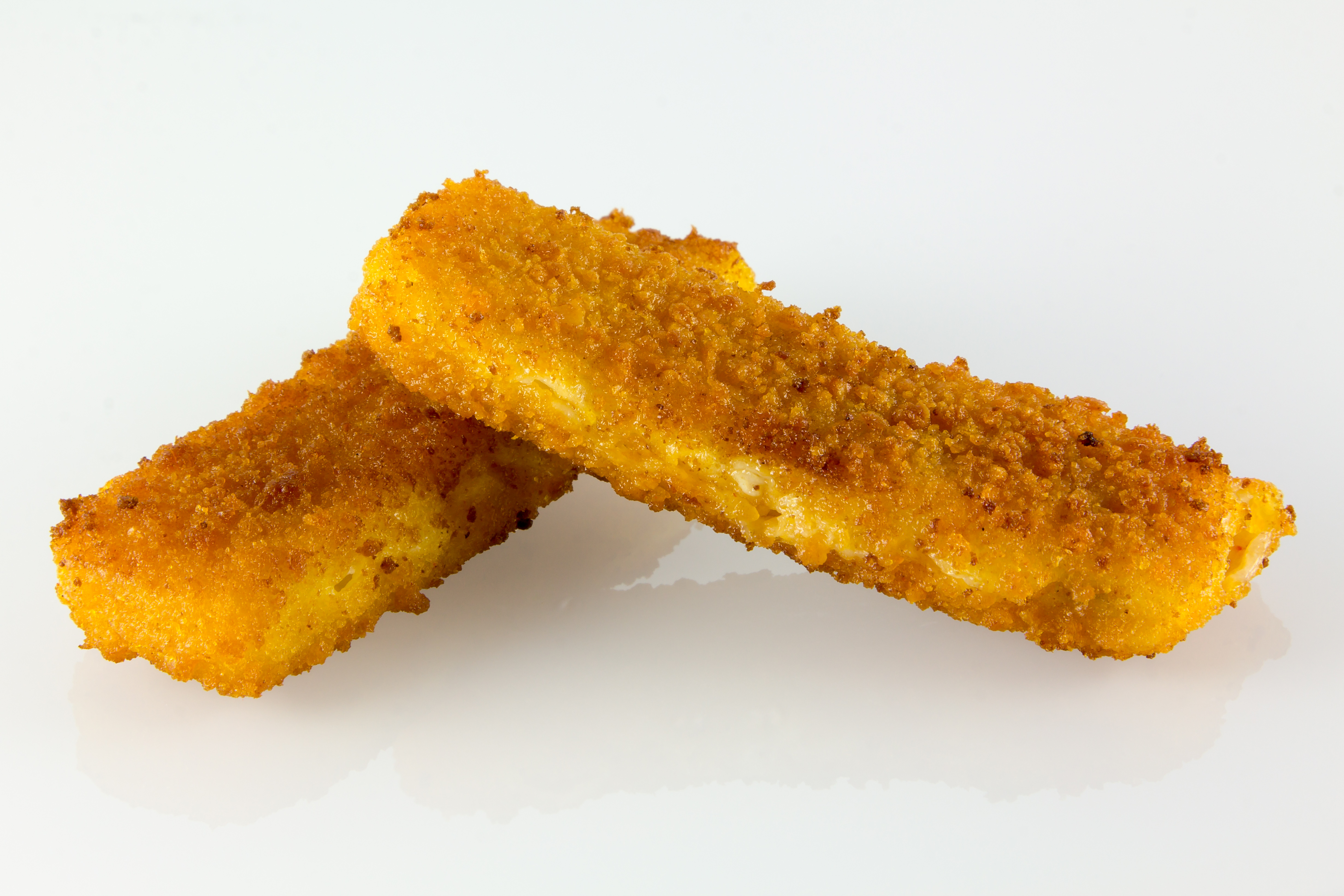
Palitos de peixe fritos

Palitos de peixe é um tipo de alimento provavelmente inventado no Reino Unido. São feitos de peixes com diferentes teores de gordura, como bacalhau, pescada, arinca, salmão ou escamudo, geralmente de formato retangular, empanado à milanesa ou em polme. São frequentemente consumidos com molho tártaro ou ketchup. Os palitos de peixe são populares entre as crianças e os seus pais como uma refeição fácil de preparar e relativamente saudável para as crianças.

## História
No período pós Segunda Guerra Mundial, as marinhas mercantes de diversos países, com métodos novos e bastante eficazes de captura de peixes, utilizando de embarcações do tipo arrastão e com grande capacidade para processamento e refrigeração à bordo destes navios, permitia o estoque de toneladas de peixes, que já eram devidamente processados e congelados em blocos inteiros. Apesar da grande quantidade, a qualidade não agradava os consumidores, uma vez que o processo de separação destes peixes resultava em pedaços deformados visto como não muito apetitosos , além de serem considerados difíceis de serem preparados e fedidos .
Eventualmente, a inovação deu-se pelo americano Clarence Birdseye, que desenvolveu um método de congelamento rápido de alimentos depois de observações de técnicas de preservação inúites, fundando a Birdseye Seafoods Inc, mais tarde sendo adquirida pela General Seafood Corporation, que veio a patentear em 1952 uma "produção de produtos pesqueiros", isso é, os palitos de peixe   tal como são produzidos atualmente , cortados em tiras finas, panados, fritos e congelados .
Nos Estados Unidos, logo após elogios da mídia em relação ao produto, outras empresas também começaram a desenvolver seus palitos de peixe, sendo a Gorton's of Gloucester a mais bem sucedida entre elas, graças a campanhas publicitárias nacionais com foco nas donas de casa ocupadas que buscavam uma refeição fácil e nutritiva para a família. A Gorton's também convenceu grandes redes de supermercados a aumentar os espaços dos freezers para comportar mais produtos do mar, além de conseguirem com sucesso introduzir os palitos de peixe no programa de merenda escolar americano .
Na Grã-Bretanha, na década de 1950, a maior parte da captura de arenque era em conserva e exportada para outros países do Norte da Europa. Para tornar o arenque mais atraente no mercado interno, as empresas tentaram apresentá-lo de uma nova forma, criando palitos de arenque chamados “salgados de arenque”. Foram testados no mercado contra um produto de controlo insípido de palitos de bacalhau, vendidos como “palitos de peixe”. Os compradores de Southampton e Gales do Sul preferiram o bacalhau. Os palitos de bacalhau foram produzidos pela primeira vez em Great Yarmouth e introduzidos na Grã-Bretanha a 26 de setembro de 1955. Tornaram-se muito populares depois de publicidades televisivas terem sido vinculadas ao produto a partir de 1956 .  

## Produção
Nas linhas de produção modernas, os peixes sem cabeça são processados através de uma máquina que remove um filé de cada lado da espinha dorsal. Os filetes passam depois por uma roda e uma lâmina que separa a pele da carne. A filetagem mecânica deixa alguns ossos semelhantes a alfinetes no filete, pelo que a carne que contém os ossos é cortada.
Os filetes são formados em blocos congelados. Um tapete rolante envia os pedaços em branco através da massa e da farinha de rosca, duplicando a espessura do palito de peixe. Em seguida, cada um é passado por um banho de óleo vegetal quente durante cerca de um minuto para selar o revestimento e permitir que o palito de peixe seja grelhado ou frito. Em seguida, o palito de peixe é novamente congelado, com o centro a atingir -4°F/-20°C em menos de 20 minutos. Após a embalagem, é armazenado a -18 °F/-28 °C, pronto para a distribuição.

## Curiosidades
- Os adeptos dos New York Rangers da NHL provocam frequentemente a equipa e os adeptos rivais, os New York Islanders, porque em meados da década de 1990, os Islanders mudaram brevemente o seu uniforme, do logótipo tradicional para um logótipo mais moderno, com um pescador que muitos achavam semelhante ao da caixa de palitos de peixe Gorton. Os adeptos dos Rangers costumam gritar "Queremos Fishsticks" tanto no Madison Square Garden como no Nassau Coliseum durante os jogos entre equipas [4].